# Дикари (фильм, 2007)
«Дикари» (иногда «Сэвиджи», «Дети Сэвиджа», англ. The Savages) — фильм режиссёра Тамары Дженкинс. В главных ролях Филип Сеймур Хоффман и Лора Линни. Премьера фильма состоялась на кинофестивале «Сандэнс».

## Сюжет
Брат и сестра Венди (Лора Линни) и Джон (Филип Сеймур Хоффман) Сэвидж живут в разных городах в штате Нью-Йорк на восточном побережье США. Их отец Ленни (Филип Боско) не виделся с ними в течение многих лет, живя в незарегистрированном браке со своей подругой Дорис (Розмари Мерфи) в городе Сан-Сити в солнечной Аризоне.
За Дорис, страдающей старческим слабоумием, ухаживает нанятый её собственными детьми медбрат из хосписа, который также попутно присматривает и за стариком — пока тот тоже не проявляет признаки слабоумия, после чего Ленни помещают в больницу, поскольку уход за ним никто не оплатил, о чём сообщают его детям.
Вскоре умирает Дорис, а брат и сестра приезжают в Аризону на похороны. Там они узнают, что их отца не ожидает ничего хорошего, так как он не может вернуться в дом, где они жили вместе с Дорис, поскольку всё имущество принадлежало ей, а Ленни, несмотря на их 20-летний брак, подписал брачный контракт и не может претендовать ни на что из её имущества.
Венди и Джон вынуждены взять на себя всю тяжесть ухода за отцом. Они объединяются для заботы о своём престарелом отце, который стремительно скатывается в деменцию. Посетив его в больнице, они переводят отца в недорогой дом престарелых в Баффало, где Джон работает преподавателем-театроведом в университете и пишет книгу о Бертольте Брехте. Венди где-то работает временным сотрудником по проблемам воды и пишет пьесы, но пока неудачно. Она переезжает из Нью-Йорка к брату, чтобы помочь в уходе за отцом.
Ленни был совсем не хорошим отцом, он рано оставил своих детей. Опыт детства является преградой между ними и отцом, так что Венди и Джон долгие годы были не только географически далеки от него. Отец был человеком, с которым трудно было жить. Подразумевается, что он физически и эмоционально оскорблял своих детей, когда Джон и Венди росли и те вычеркнули отца из своей жизни. Они также отказались от своей матери в раннем возрасте.
Их неблагополучная жизнь в семье оставила Венди и Джона эмоционально искалеченными и они не в состоянии поддерживать отношения, в том числе, и в личной жизни, которая у обоих не устроена. Они имеют партнёров, но Джон не может жениться из-за угрозы депортации своей польской подруги, которая была вынуждена вернуться в Краков после истечения срока действия её визы. А друг Венди, который старше неё на 13 лет, счастливо женат на другой и не собирается бросать жену. Испытывают Сэвиджи проблемы и на эмоциональном, и на профессиональном уровне.
Несмотря на то, что с резким изменением климата пустынной Аризоны на более дождливый климат Нью-Йорка Ленни справился относительно хорошо, его слабоумие продолжает прогрессировать. Венди временно живёт с Джоном и они пытаются найти для их отца новый дом престарелых, получше. Но это им не удаётся из-за слабоумия отца, на которое не рассчитывал обслуживающий персонал в новом доме. Джон говорит сестре, что они пытаются лучше устроить отца не ради него самого, а ради своего комфорта и для того, чтобы успокоить своё чувство вины.
Ленни чувствует себя в условиях дома престарелых относительно хорошо. Брат и сестра пытаются сделать его жизнь там как можно более комфортабельной. Конечно, случаются всякие заблуждения и недоразумения, проблемы коммуникации. Иногда Ленни не узнаёт свою дочь. Наконец, вскорости, отец умирает.
Визиты детей в дом престарелых и постоянная вероятность смерти отца позволили им переосмыслить свою жизнь и вырасти эмоционально.
В конце концов, понемногу разрешаются жизненные проблемы детей. Полгода спустя Венди снова возвращается в Нью-Йорк и расстаётся со своим женатым любовником Ларри. Ей удаётся отдать в постановку в небольшом театре автобиографическую пьесу о своём неустроенном детстве и семейной истории, на премьеру которой приезжает и Джон по дороге на конференцию в Польшу, где он предполагает воссоединиться с женщиной, которую до этого оставил. Джон узнаёт в пьесе их семейную историю, но положительно отзывается о постановке.
Фильм заканчивается сценой утренней пробежки Венди, за которой на собачьей каталке бежит собака её бывшего любовника Ларри, которую тот планировал усыпить из-за проблем с ногами, которые могла спасти лишь серьёзная операция без гарантии на успех и проблематичная реабилитация.

## В ролях
| Актёр                | Роль            |
| -------------------- | --------------- |
| Филип Сеймур Хоффман | Джон Сэвидж     |
| Лора Линни           | Уэнди Сэвидж    |
| Филип Боско          | Ленни Сэвидж    |
| Питер Фридман        | Ларри           |
| Гай Бойд             | Билл Лачман     |
| Дебра Монк           | Нэнси Лачман    |
| Марго Мартиндейл     | Роз             |
| Розмари Мерфи        | Дорис Метцгер   |
| Дэвид Зейес          | Эдуардо         |
| Гбенга Акиннагбе     | Джимми          |
| Тони Патано          | Мистер Робинсон |
| Кэра Сеймур          | Касиа           |
| Кристин Нильсен      | Нурс            |

## Критика
Фильм получил, в основном, положительные отзывы критиков.
На сайте Rotten Tomatoes фильм имеет рейтинг 89%, на основании 166 рецензий критиков, со средней оценкой 7,5 из 10 .
На сайте Metacritic фильм набрал 85 баллов из 100, основываясь на 35 обзорах .
Ричард Шикель из журнала Time назвал фильм № 7 в своем топе-10 лучших фильмов 2007 года, и хвалит, как актёров, так и сценариста-режиссёра .